# ویله ویلیانن
ویله ویلیانن (فنلاندی: Ville Viljanen; ۲ فوریهٔ ۱۹۷۱ – ) بازیکن فوتبال اهل فنلاند بود.
از باشگاه‌هایی که در آن بازی کرده‌است می‌توان به باشگاه فوتبال هکن، باشگاه فوتبال پورت ویل، و vastra frolunda اشاره کرد.
وی همچنین در تیم ملی فوتبال فنلاند بازی کرده‌است.